# Gilles Moretton
Gilles Moretton (Lione, 10 febbraio 1958) è un ex tennista francese.
È stato il presidente dell'ASVEL Lyon-Villeurbanne, direttore di Sportfive e direttore del torneo di tennis di Lione. Dal 2021 è stato eletto presidente della Federazione francese di Tennis (FFT).